# Diaphananthe
Diaphananthe là một chi thực vật có hoa trong họ Orchidaceae.